# لولا کریک
لولا کریک (زاده ۲۷ سپتامبر ۱۹۹۰) (به انگلیسی: Lola Kirke) هنرپیشه بریتانیایی-آمریکایی است که بیشتر به خاطر ایفای نقش‌هایش در دلبر آمریکا و مجموعه تلویزیونی آمازون استودیوز، موتزارت در جنگل، ساخت آمریکا و الماس‌های شکسته شناخته شده‌است. همچنین او به خاطر نقش مکملش در فیلم دیوید فینچر، دختر گم‌شده، متولد ماه می و یک روز شاد دیگر نیز شناخته شده‌است.